# Невинные дикари
«Невинные дикари» (англ. The Savage Innocents) — фильм 1960 года совместного производства Великобритании, Италии и Франции, снятый по новелле «Вершина мира» швейцарского писателя Ханса Рюша.
Николас Рэй адаптировал сценарий к современным реалиям. Съемки сцен на открытом воздухе проходили в канадской Арктике, сцен в закрытых помещениях — в британской студии «Pinewood» и римской «Чинечитта». Фильм был представлен на Каннском кинофестивале 1960 года.

## Сюжет
Инуит Инук убивает священника, который отвергает традиционный эскимосский ритуал гостеприимства — предложение еды и компанию жены хозяина дома. Инук скрывается от полиции, пытающейся арестовать его, однако при этом спасает жизнь одного из полицейских. Теперь страж порядка должен решить, что важнее: закон или благодарность за спасение.
В фильме показаны кадры выживания в экстремальных условиях арктической пустыни, а также поднимается проблема борьбы за сохранение традиционного образа жизни эскимосов.

## Критика
Евгений Арчер написал обзор в «The New York Times» после выхода фильма: «Качество фильмов, которое сделало Николаса Рэя одним из самых ценных режиссеров за пределами Америки и, при этом, оставляет его весьма непопулярным и малоизвестным дома, можно отчётливо рассмотреть на примере „Невинных дикарей“». Описывая картину как «горькую драму», Арчер заметил, что «Рэй выражает моральный конфликт в серии довольно неоднозначных, провокационных сцен», и приходит к выводу, что эта «странная тревожная драма наверняка оставит часть зрителей возмущёнными, но мало кого равнодушными.»

## The Mighty Quinn
Считается, что Боб Дилан написал песню «Quinn the Eskimo (Mighty Quinn)» под впечатлением от игры Энтони Куинна в этом фильме.